# Zakarie Labidi
Zakarie Labidi (Villeneuve-la-Garenne, 8 febbraio 1995) è un calciatore francese, attaccante svincolato.

## Carriera

### Club
Ha giocato nella prima divisione francese ed in quella tunisina.

### Nazionale
Ha giocato nelle nazionali giovanili francesi Under-16, Under-17, Under-18 ed Under-19.